# Leonardo Treviglio
Leonardo Treviglio (Milano, 21 agosto 1949) è un attore e poeta italiano.

## Biografia
Membro del Living Theatre di Julian Beck dal 1968 al 1970, negli anni successivi soggiornò in India dove studiò il Kathakali, tipica forma drammatica del paese. Successivamente interpretò il ruolo di San Sebastiano nel film Sebastiane (1976) di Derek Jarman e fu il protagonista del film Fuori dal giorno (1982) di Paolo Bologna. Inoltre ha interpretato il serial killer Marcello Sepi detto l'"uomo delle bombe", e il suo gemello Luca Grassi, nella fiction R.I.S. - Delitti imperfetti.
Nel 1977 pubblicò per Guanda all'interno del volume collaborativo dei Quaderni della Fenice n°26 la sua unica raccolta poetica, EUL, altre sue poesie erano precedentemente apparse nel 1968 sulla rivista Nuovi Argomenti.

## Filmografia

### Cinema
- Sebastiane, regia di Derek Jarman (1976)
- Un cuore semplice, regia di Giorgio Ferrara (1977)
- Fuori dal giorno, regia di Paolo Bologna (1982)
- Malamore, regia di Eriprando Visconti (1982)
- Metropoli, regia di Mario Franco (1983)
- Desiderio, regia di Anna Maria Tatò (1983)
- Una spina nel cuore, regia di Alberto Lattuada (1986)
- Morirai a mezzanotte, regia di Lamberto Bava (1986)
- Il siciliano (The Sicilian), regia di Michael Cimino (1987)
- Intimo, regia di Beppe Cino (1988)
- Gli assassini vanno in coppia, regia di Piero Natoli (1990)
- Miliardi, regia di Carlo Vanzina (1991)
- Spiando Marina, regia di Sergio Martino (1992)
- Giovanni Falcone, regia di Giuseppe Ferrara (1993)
- Io ballo da sola (Stealing Beauty), regia di Bernardo Bertolucci (1996)
- Il cielo è sempre più blu, regia di Antonello Grimaldi (1996)
- Femmina, regia di Giuseppe Ferlito (1998)
- Il fantasma dell'Opera, regia di Dario Argento (1998)
- Titus, regia di Julie Taymor (1999)

### Televisione
- Top Secret, regia di Paul Leaf – film TV (1978)
- Ho visto uccidere Ben Barka, regia di Tomaso Sherman – miniserie TV (1978) The Day Christ Died, regia di James Cellan Jones – film TV (1980)
- Non basta una vita – serial TV, 1 episodio (1988)
- La piovra 4, regia di Luigi Perelli – miniserie TV, episodi 1x04, 1x05 (1989)
- L'ispettore Sarti - Un poliziotto, una città – serie TV, 5 episodi (1994)
- Linda e il brigadiere – serie TV, episodio 1x06 (1997)
- R.I.S. - Delitti imperfetti – serie TV, 20 episodi (2005-2007)